# Fleur-de-thé
Personnages
- Eustache Pinsonnet
- Tien-Tien
- Ka-o-Lin
- Césarine
- Fleur-de-Thé
- Corbillon

Fleur-de-thé est un opéra bouffe en trois actes sur une musique de Charles Lecocq et des paroles d'Alfred Duru et Henri Chivot. L'histoire est centrée sur un barman français, qui est sauvé d'un mariage bigame avec une jeune aristocrate locale par l'intervention de sa vraie femme, avec l'aide de champagne et de marins français. Elle se déroule en Chine pour satisfaire la mode française des années 1860 pour la chinoiserie.
L'opéra a été créé pour la première fois au Théâtre de l'Athénée, à Paris, le 11 avril 1868. C'était le premier succès notable de Lecocq et a duré une saison entière. Il a été repris plusieurs fois au cours de trois premières années suivantes.

## Contexte et premières représentations
Lecocq connaît un succès précoce en 1856, lorsqu'il partage avec Georges Bizet le premier prix d'un concours de compositeurs d'opéra-comique, organisé par Jacques Offenbach. Manquant de relations pour obtenir des commandes des théâtres parisiens, Lecocq a passé la décennie suivante dans l'obscurité et le travail de routine en tant que professeur, accompagnateur et répétiteur. Sa chance tourne en 1867 lorsque William Busnach, directeur du Théâtre de l'Athénée l'engage. Sa première œuvre en deux actes, L'amour et son carquois, présentée en janvier 1868, connaît un succès modeste et Busnach lui commande une pièce en trois actes, associant Lecocq au duo de librettistes Alfred Duru et Henri Chivot. Lecocq et ses collaborateurs ont situé la pièce en Chine pour faire appel à la mode française de leur époque pour l'orientalisme.[2]
L'œuvre a failli ne pas être jouée : le chœur est parti après la répétition générale car ses membres n'avaient pas été payés, mais Busnach a réussi à trouver l'argent nécessaire. Une fois la première commencée, le 11 avril 1868, les interprètes, ainsi que le public, sont enthousiasmés par la pièce. Désiré, qui jouait le Mandarin, a déclaré au dernier rideau que c'était la meilleure production de l'Athénée à ce jour.

## Distribution lors de la création
- Eustache Pinsonnet, cantinier (proprietaire du bar) – M. Sytter
- Tien-Tien, mandarin, chef de la Police – M. Désiré
- Ka-o-Lin, capitaine des guerriers "Tigers" – M. Léonce
- Césarine, épouse de Pinsonnet – Mlle Irma Marié
- Fleur-de-Thé, fille de Tien-Tien – Mlle Lucie Cabel
- Corbillon, barreur du navire – M. Fontenelle

## Synopsis

### Acte 1
Un bar français au bord d'une rivière chinoise
Le mandarin Tien-Tien, chef de la police, s'apprête à visiter le bâtiment de guerre français La Pintade, dans le port de la ville. Sa fille Fleur-de-Thé a demandé la permission de l'accompagner, mais cela étant contraire aux usages chinois, il a refusé de la prendre. Elle a décidé d'y aller seule et a fait venir un palanquin. Les porteurs, effrayés par un bruit inhabituel, l'abandonnent, la laissant seule dans la rue. Elle se réfugie dans le bâtiment le plus proche, qui est une cantine française - un bar pour marins et locaux - tenu par Pinsonnet et sa femme Césarine. Pinsonnet, plutôt épris de sa beauté, promet à Fleur-de-Thé sa protection. Alarmée par l'approche de son père, qui arrive à s'égarer dans les lieux, elle se cache dans la pièce voisine. Elle y est découverte par la jalouse Césarine, qui la remet aussitôt à son père. Tien-Tien, conformément à la coutume locale, annonce que lorsqu'une femme chinoise célibataire est vue par un étranger, il doit l'épouser ou être exécuté. Pinsonnet est arrêté.

### Acte 2
La résidence de Tien-Tien
Pinsonnet a l'alternative de se marier ou d'être empalé. Il déclare qu'il est déjà marié, mais cela ne fait aucune différence pour les Chinois, qui considèrent qu'un mariage français n'est pas un mariage, et il accepte, sans beaucoup de réticence, d'être un époux chinois. Il est donc élevé au rang de mandarin pour l'amener à un statut convenable pour le mariage avec la fille de Tien-Tien. Cela est très mal ressenti par son ancien fiancé, le soldat fanfaron Ka-o-Lin. C'est alors que Césarine arrive pour livrer du vin commandé par Tien-Tien. Elle s'étonne de retrouver son mari parfaitement à l'aise dans la maison de Tien-tien, et marié à sa fille. Elle s'indigne, mais est heureuse de constater que Fleur-de-Thé déteste la situation autant qu'elle. Ils conviennent que Fleur-de-Thé s'enfuira avec Ka-o-Lin, et Césarine, dissimulée par le voile de la mariée, se fera passer pour la mariée. La fuite échoue, car toutes les portes sont strictement gardées.

### Acte 3
Le Blue Kiosk - un petit pavillon
Pinsonnet essaie de persuader sa femme de rester une femme supplémentaire ou subordonnée : de telles choses, dit-il, sont courantes en Chine, comme en témoignent les douze femmes de Tien-Tien. Césarine fait semblant d'obtempérer et, avec Fleur-de-Thé, le tourmente jusqu'à ce qu'il soit désillusionné par le double mariage. Tien-Tien découvre le tour joué par Césarine, et, furieux, condamne Pinsonnet au bûcher. Césarine utilise le champagne comme une arme, arrosant Tien-Tien avec la Veuve Clicquot, et les Pinsonnets sont sauvés par les marins du navire français à quai et emmenés en lieu sûr.

## Airs

### Acte I
- Ouverture
- Chœur de Matelots – « À boire! à boire! à boire! »
- Chanson de la Cantinière – « Vivandière, Cantinière »
- Couplets de Pinsonnet – « J'ai couru grossir la foule »
- Duo de Fleur-de-Thé et Pinsonnet – « À l'éviter, j'ai réussi » – « Depuis longtemps ayant l'envie »
- Chœur de Chinois – « Vive le grand Tien-Tien! »
- Chinoiserie, chantée par Tien-Tien – « Je suis clairvoyant comme un sphinx «
- Morceau d'ensemble – « Ah! quelle étrange aventure! »
- Final – « Avançons avec prudence »

### Acte II
- Entr'acte
- Trio – « La loi du Tsinn est fort claire »
- Confidence, chantée par Ka-o-Lin – « Je suis né dans le Japon »
- Scène du mariage – « Au son du gong, de la cithare »
- Ariette, chantée par Césarine – « En tous pays, l'homme est un être »
- Final – « L'astre aux rayons d'opale »

### Acte III
- Entr'acte
- Romance, chantée par Pinsonnet – « Césarine à mes vœux docile »
- Duo de Pinsonnet et Césarine – « Rappelle-toi, ma chère amie »
- Couplets de l'alcôve – « Ensuite, dans la nuit obscure »
- Chœur – « Honneur, honneur, honneur! »
- Ronde du Clicquot et final – « Ce n'est pas un vin de carême »

## Reprises
Après ses premières représentations, qui se sont poursuivies le reste de la saison, la pièce a été reprise en septembre 1869, transférée au grand Théâtre des Variétés. En 1871, une compagnie française a emmené l'opéra à Londres, où elle joua au Lyceum Theatre devant un public complet qui comprenait plusieurs membres de la famille royale britannique. La pièce a été jouée à New York la même année. Une traduction anglaise de J. H. Jarvis a été présentée au Criterion Theatre de Londres en 1875.

## Critiques
Les avis pour la première production étaient enthousiastes. Le Ménestrel trouve le livret très drôle et constate que la musique de Lecocq montre un compositeur d'une vraie gaieté de tempérament. L'Indépendant dramatique fait l'éloge du texte, des interprètes et de la partition, ses seules réserves étant que Lecocq n'en a pas profité pour incorporer de la vraie musique chinoise, et que son finale frise la vulgarité comme le reste de la partition. Le chroniqueur de Paris-programme déclare que la pièce attirerait tout Paris. « Cette fantaisie musicale est indescriptible, il faut la voir pour bien l'apprécier. Il n'y a rien de plus spirituel, de plus drôle, de plus coquet, de mieux imaginé, de mieux joué que Fleur-de-Thé. » Le critique ajoute que la partition de Lecocq va rendre jaloux Hervé et Offenbach. Après la création de la pièce aux États-Unis, le New York Times la considérait comme « l'un des meilleurs opéras bouffe de l'époque... Il est plein de mélodies d'une tournure singulièrement élégante ; ses numéros sont orchestrés avec un goût infini ».

## Sources
(en) Richard Traubner, Operetta: A Theatrical History, Londres, Routledge, 2016 (ISBN 978-1-138-13892-6)